# Joan Dunayer
Joan Dunayer és una escriptora, editora i defensora dels drets dels animals. Graduada en la Universitat de Princeton, amb estudis de literatura anglesa, educació anglesa i psicologia. Dins de la defensa dels animals, Joan Dunayer és partidària del rebuig de l'especisme i de l'adopció d'una línia abolicionista, que tingui per objectiu el que els animals no humans deixin de ser considerats com una propietat, on el veganisme sigui un punt fonamental.
En els seus escrits es pot trobar un especial interès en la relació entre l'especisme i el llenguatge. Joan Dunayer defensa evitar les expressions especistes (com parlar d'animals per referir-se amb exclusiva als animals no humans). El seu assaig Animal Equality: Language and Liberation tracta aquesta qüestió en profunditat.
D'altra banda, al seu últim llibre fins a la data (Speciesism) es pot trobar una crítica teòrica a l'especisme, així com una defensa de l'abolicionisme com a tàctica, rebutjant per tant les reformes legals de caràcter benestarista com a forma d'afavorir els animals no humans.
Joan Dunayer, igual com Gary Francione, ha exercit una important influència dins del moviment pels drets dels animals, el qual ha portat a diversos activistes i organitzacions a modificar les seves línies d'actuació, i passar a centrar-se en la defensa del veganisme dins d'una línia abolicionista.